# Роберт Маллет
Роберт Маллет (англ. Robert Mallet; 3 червня 1810 Дублін, Ірландія — 5 листопада 1881 Лондон, Велика Британія) — ірландський геофізик, інженер, винахідник, який відзначився у дослідженнях землетрусів, через що його інколи називають батьком сейсмології.

## Життєпис
Роберт Маллет народився 3 червня 1810 року в Дубліні у сім'ї фабриканта (власника заводу) Джона Маллета. Він навчався у коледжі Триніті, вступивши туди у віці 16-ти років, і завершив навчання у 1830 році, коли йому було 20.
У 1832 році Роберт Маллет був обраний членом Ірландської Королівської Академії, у віці 22 років. У 1835 році вступає в Британську асоціацію сприяння розвитку науки, яка частково фінансує більшу частину його подальших досліджень в області сейсмології. У 1838 році стає членом Ірландської геологічного королівського товариства, в 1846—1848 роках — голова товариства.
Роберт Маллет, у 1854 році, був обраний членом Королівського товариства, в 1861 році переїхав до Лондона, де стає інженером-консультантом та редактором часопису «Практична механіка».
У 1874 році цілком осліп.
Роберт Маллет помер в Стоквеллі (Лондон) 5 листопада 1881 року. Похований на Західно-Норвудському цвинтарі.